# Genoveva Torres Morales

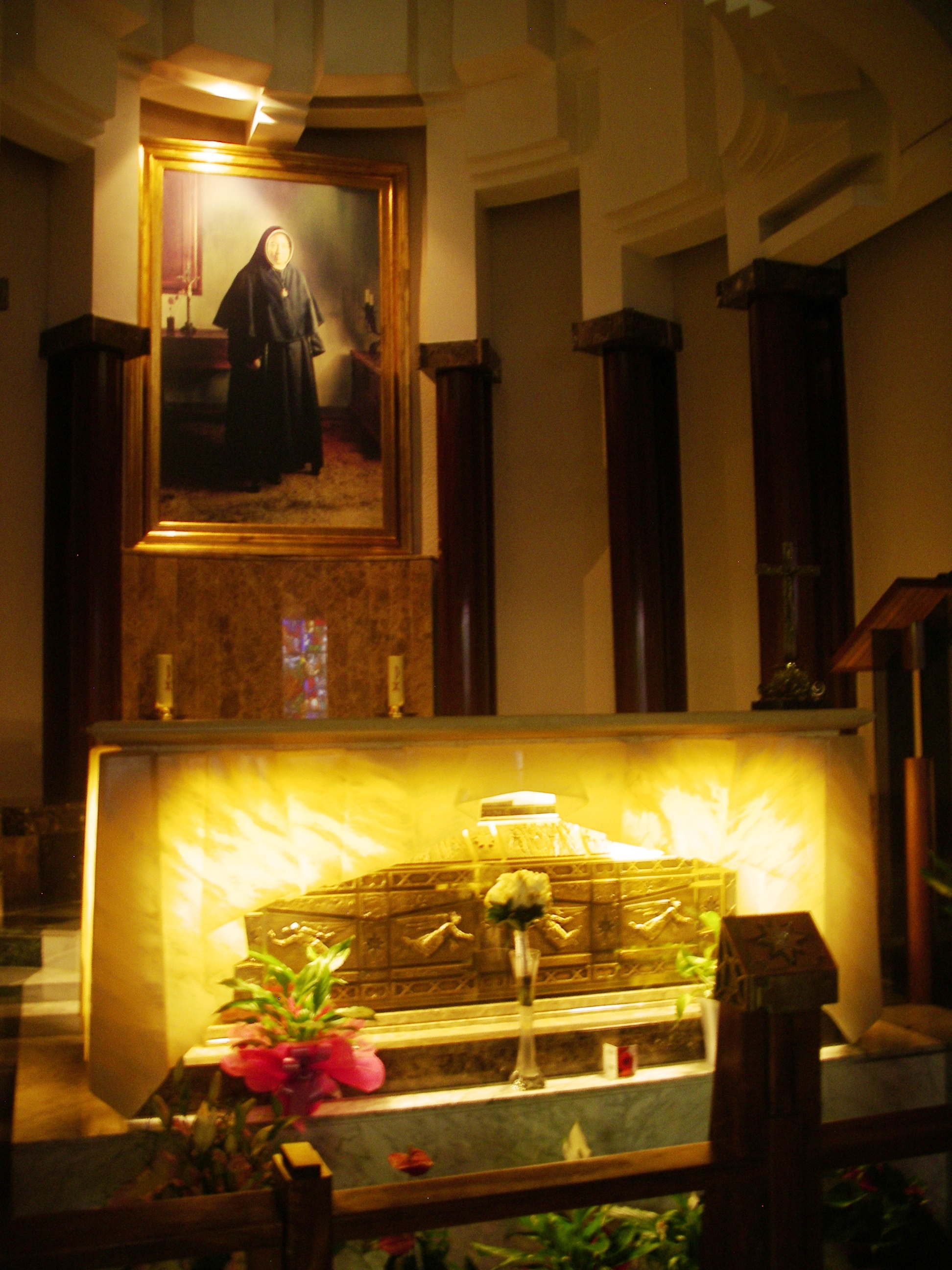
Sepulcre de la santa

Genoveva Torres Morales (Almenara, Plana Baixa, 3 de gener de 1870 - Saragossa, 5 de gener de 1956) va ser una religiosa valenciana, fundadora de la congregació de les Germanes del Sagrat Cor de Jesús i dels Sants Àngels. És venerada com a santa per l'Església Catòlica.

## Biografia
Genoveva va ser la filla menor dels sis que tingueren José Torres i Vicenta Morales. Als huit anys, va perdre son pare i quatre dels germans i se'n va haver de fer càrrec de l'altre, Josep. Per tant, hagué de deixar els estudis i va començar a treballar en el servei domèstic, dedicant part de les nits a la lectura de llibres pietosos de sa mare. Als tretze anys, se li va diagnosticar un tumor maligne en una cama, que li van haver d'amputar fins a l'altura de la cuixa, en una operació sense anestèsia, per eliminar-ne la gangrena. Des de llavors caminà sempre amb dues crosses.
El 1885, recau: el cos se li va omplir de nafres i fou asilada a la Casa de la Misericòrdia de València, regentada per les Carmelites de la Caritat. S'hi va educar i va aprofundir en la seua formació espiritual. Després de nou anys, Carlos Ferrís, sacerdot jesuïta i fundador de la llebroseria de Fontilles, va sol·licitar el seu ingrés com a religiosa en la congregació carmelita, però no fou admesa per la seua discapacitat. Des de llavors, Genoveva no intentà ingressar en cap altra congregació.
El 1911, amb dues companyes (Isabel i Empar), va fundar la Societat Angèlica. Tenia com a missió oferir una nova llar a dones solteres, que aportarien la pensió que poguessin. El 2 de febrer del mateix any, van inaugurar la primera casa a València, amb quatre residents, i Genoveva en fou nomenada directora. Les fundacions s'estengueren ràpidament per la resta d'Espanya. A partir de desembre de 1912 vestiren amb un hàbit característic i, entre aquest any i 1915, començaren a consagrar-se a Déu amb vots privats.
El 5 de desembre de 1925 es promulgà el decret pel qual la Societat Angélica es convertia en institut religiós diocesà i el 18 de desembre l'arquebisbe de Saragossa rebia personalment la professió religiosa de Genoveva i de les seves divuit companyes, que llavors vivien en aquesta ciutat. L'endemà passat era nomenada Mare General de l'Institut, i la comunitat de Saragossa n'esdevé casa general. També s'hi instal·là el noviciat, en un edifici situat als costat de la Basílica del Pilar i inaugurat el 1941.

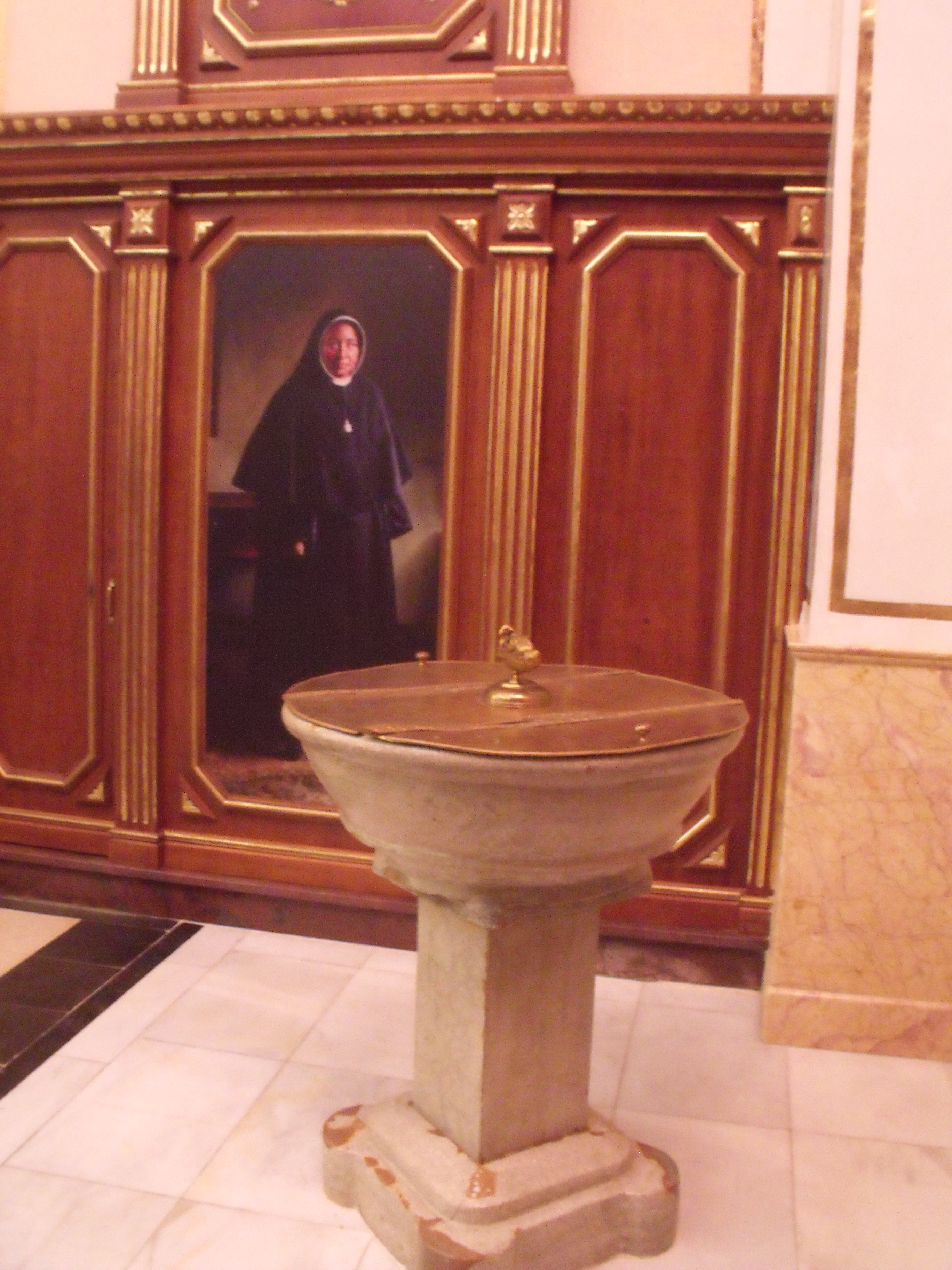
Pila baptismal de l'església dels Santos Juanes d'Almenara, en la qual va ser batejada Genoveva Torres.

Malgrat la seua coixesa, la mare Genoveva viatjà per les principals ciutats espanyoles, fundant-hi residències. El 1931, Genoveva començava la seua tasca com a mestra i guia espiritual de l'institut. La proclamació de la República i la Guerra Civil feren que la congregació perdés diferents cases arreu. Després de la guerra, la religiosa es convertí en la principal impulsora per a recuperar les cases perdudes i poc després ja n'estaven funcionant de nou sis cases de la Societat Angélica.
A partir de 1950, Genoveva comença a perdre facultats. Mentrestant, la congregació aconsegueix el 25 de març de 1953 el decretum laudis pontifici: adquiria així caràcter universal i passava a anomenar-se Germanes del Sagrat Cor de Jesús i dels Sants Àngels. En començar desembre de 1955, l'estat de salut de la fundadora es va agreujar i el dia 30 de desembre va patir un atac vascular cerebral. Se li administrà la extrema unció i a les nou del matí del dia 5 de gener de 1956, la religiosa va entrar en estat de coma, morint a la Casa General de Saragossa.
En vida i després de la mort, se la va conéixer amb el títol d'Ángel de la Soledad. Les restes mortals de Genoveva van ser dipositades en una cripta que es va construir sota l'altar major de la Casa General.
Va ser beatificada pel papa Joan Pau II el 29 de gener de 1995 i canonitzada el 4 de maig del 2003 a la Plaça de Colón de Madrid.